# Bibio nigriclavipes
Bibio nigriclavipes är en tvåvingeart som beskrevs av Hardy och Takahashi 1960. Bibio nigriclavipes ingår i släktet Bibio och familjen hårmyggor. Inga underarter finns listade i Catalogue of Life.